# Iulia Dumanska
Iulia Dumanska (în ucraineană Юлія Думанська; n. 15 august 1996, în Horodenka) este o handbalistă care joacă pentru CS Minaur Baia Mare și echipa națională a României pe postul de portar.

## Biografie
Născută într-o familie de sportivi, Iulia Dumanska a început să joace handbal în 2007, la 11 ani, în orașul natal. În 2011, ea a fost descoperită de soții Ion și Ioana Marta și adusă la CS Marta Baia Mare, club care, printre altele, are ca obiectiv descoperirea și formarea de noi talente. În 2011, a fost desemnată cea mai bună handbalistă la categoria junioare II a CS Marta Baia Mare. A cucerit bronzul la junioare II, în 2013. De asemenea, în sezonul 2012–2013, ea a evoluat în Divizia A, pentru echipa secundă a lui HCM Baia Mare. În 2013, Dumanska a fost împrumutată la CSU Neptun Constanța, unde s-a făcut remarcată pe 7 ianuarie 2014, într-un meci din Liga Națională contra HCM Râmnicu Vâlcea. Din sezonul competițional 2014-2015, Dumanska a revenit la HCM Baia Mare, cu care a ajuns de două ori până în faza sferturilor de finală a Ligii Campionilor 2014-2015 și 2015-2016.
Iulia Dumanska a fost elevă la Colegiul Tehnic „Anghel Saligny” din Baia Mare. Alături de echipa colegiului, Dumanska a cucerit aurul la turneul final de handbal feminin licee a Olimpiadei Naționale a Sportului Școlar 2015 care s-a desfășurat la Roman.  Pe 5 mai 2016, în cadrul unui eveniment organizat la sediul Ministerului Tineretului și Sportului, la care a participat Elisabeta Lipă, ministrul Tineretului și Sportului și Iulia Mălina Ciobanu, președintele Autorității Naționale pentru Cetățenie, Iulia Dumanska a primit cetățenia română. Ea a făcut parte din lotul echipei naționale de tineret a României care la Campionatul Mondial pentru Tineret din 2016 a obținut medalia de bronz.
A fost prima dată convocată la lotul național de senioare în 2016, cu ocazia calificărilor la Campionatul European din 2016. În luna decembrie a aceluiași an a participat pentru prima oară la un turneu final pentru echipa națională de senioare la Campionatul European din 2016. În 2016, Dumanska s-a transferat la SCM Craiova, alături de care a câștigat Cupa EHF ediția 2018. Ca urmare a acestei performanțe, Iulia Dumanska a primit titlul de cetățean de onoare al municipiului Craiova. După două sezoane la echipa craioveană, ea a semnat cu HCM Râmnicu Vâlcea, cu care a cucerit titlul în sezonul competițional 2018-2019. În 2020, Dumanska s-a transferat la echipa croată RK Podravka Koprivnica iar în 2022 s-a întors în România și a semnat cu CS Gloria 2018 Bistrița-Năsăud. Din 2024, ea joacă pentru CS Minaur Baia Mare.
Iulia Dumanska are o soră, Marina, tot portar de handbal. Ca și sora ei, Marina Dumanska a evoluat pentru CS Marta Baia Mare în perioada junioratului.

## Palmares
- Liga Campionilor:
  - Sfertfinalistă: 2015, 2016, 2020
  - Optimi de finală: 2021
  - Grupe: 2022

- Liga Europeană:
  -  Finalistă: 2024

- Cupa EHF:
  -  Câștigătoare: 2018
  - Turul 3: 2019

- Liga Națională:
  -  Câștigătoare: 2019
  -  Medalie de argint: 2015, 2016, 2018
  -  Medalie de bronz: 2023, 2024

- Cupa României:
  -  Câștigătoare: 2015, 2020
  -  Finalistă: 2017, 2019
  -  Medalie de bronz: 2016, 2024

- Supercupa României:
  -  Câștigătoare: 2014, 2015, 2018, 2020
  -  Finalistă: 2017, 2019

- Campionatul Croației:
  -  Câștigătoare: 2021
  -  Medalie de argint: 2022

- Cupa Croației:
  -  Câștigătoare: 2022
  -  Finalistă: 2021

- Campionatul Mondial pentru Tineret:
  -  Medalie de bronz: 2016

- Campionatul Național de Junioare II:
  -  Medalie de bronz: 2013

- Olimpiada Națională a Sportului Școlar:
  -  Câștigătoare: 2015

## Premii personale
- Cel mai bun portar la Turneul final Junioare II, distincție acordată de Federația Română de Handbal: 2013;[14][10]
- Cel mai bun portar la Turneul Final Four al Cupei României, distincție acordată de Federația Română de Handbal: 2017[46]
- Cea mai bună tânără handbalistă din lume (Young World Female Handball Player), distincție acordată de Handball Planet: sezonul 2017-2018;[47]
- Portarul echipei ideale (All-Star Team) a Ligii Naționale, distincție acordată de ProSport: sezonul 2017-2018;[48]
- Cea mai valoroasă jucătoare (MVP), cel mai bun portar și cea mai populară handbalistă din România la Gala Premiilor Handbalului Românesc, distincție acordată de Sindicatul Național al Handbaliștilor din România: 2019[49][50]